# J.E. Sunila
Johan (Juho) Emil Sunila, född 16 augusti 1875 i Limingo, död 2 oktober 1936 i Helsingfors, var en finländsk politiker i partiet Agrarförbundet, verkställande direktör för dess finansstyrelse och Finlands statsminister i två regeringar.
Efter att Santeri Alkio hade dragit sig tillbaka från Finlands riksdag 1922, blev Sunila, tillsammans med Kyösti Kallio, en av Agrarförbundets starka namn under 1920-talet. Då han hade stöd av provinsen Viborgs läns agrare guvernör och Finlands president Lauri Kristian Relander, gav han sitt stöd åt produktivt jordbruk, där politiken skulle syfta till att effektivisera jordbruksproduktionen snarare än att förändra hela landsbygden.
Sunilas första regering varade från 17 december 1927 till 22 december 1928 och hans andra från 21 mars 1931 till 14 december 1932. Dessförinnan hade Sunila varit jordbruksminister i Antti Tulenheimos och två av Kyösti Kallios regeringar.